# Le Créateur Universel
Le Créateur Universel est la quatrième aventure, sur un total de treize, qu'effectue le Capitaine Flam dans la série de dessins animés qui porte son nom. Cette aventure est racontée en quatre épisodes de 22 minutes chacun.
Le dessin animé est une adaptation du roman « Quest beyond the Stars » d'Edmond Hamilton. 
Le Capitaine Flam tente de trouver le « Créateur Universel », engin légendaire permettant de créer tout objet, tout matériau ou tout gaz à partir de rien.

## Liste des épisodes
1. La Planète qui se meurt
2. Le Créateur Universel
3. La Loi Ancestrale
4. L'Arme Absolue

## Résumé

### «La Planète qui se meurt»
La planète Laguna perd irrémédiablement l'oxygène de son atmosphère si bien que toute vie sur la planète est condamnée. Les autorités ont ordonné l'évacuation des habitants qui risquent de mourir asphyxiés. Pour résoudre ce terrible problème, le Capitaine Flam part à la recherche du « Créateur Universel », un instrument qui permettrait la création et la maîtrise de n'importe quelle matière. Le Capitaine Flam demande au professeur Simon de modifier le Cyberlab afin de se rendre vers la très lointaine constellation du Sagittaire qui, selon la légende, abriterait ce Créateur Universel. 
Le professeur propose au capitaine d'utiliser une technologie de pointe appelée « vol oscillatoire » et utilisée avec un « parapluie atomique ». Cette technologie est pour l’instant purement théorique et n'a jamais été utilisée avec des humains.
La voyage a lieu et est un franc succès. Lorsqu'ils arrivent dans la constellation du Sagittaire, ils découvrent un immense nuage composé de poussière cosmique. Ils essaient de le contourner puis, supposant que le Créateur Universel est peut-être localisé à l'intérieur du nuage, tentent d'y pénétrer. Le Cyberlab est attiré par le courant cosmique au point qu'il pénètre dans un vortex de poussière stellaire qui amène le Cyberlab près d'une planète déserte (« la Planète noire »). Le capitaine ordonne de s'y poser pour réparer le vaisseau.
Peu de temps après, ils sont attaqués par des êtres ressemblant à d'énormes fourmis : des « métallovores ». Ils sont sur le point d'être submergés quand ils sont secourus par Sohl et Ohl. Le Capitaine Flam leur explique qu'il est à la recherche du Créateur Universel. Sohl leur apprend qu'ils viennent d'Antarès et qu'eux-aussi recherchent ce Créateur Universel. Il affirme que le Créateur Universel est gardé par le « Gardien » qui empêche quiconque d'y parvenir.

### «Le Créateur Universel»
Sohl et Ohl montent dans le Cyberlab et emmènent le capitaine et ses compagnons en un endroit où se trouvent d'autres extraterrestres qui recherchent le Créateur Universel. Ils font ainsi connaissance de Tall (de la planète Formator), de Irod (de la constellation du Sagittaire) et de Beldel (de la planète Véga).
Avec Sohl et Ohl, le capitaine et ses amis partent en direction d'une proche planète où l'on suppose que se trouve le Créateur Universel et son mystérieux Gardien. ILs ont aussi besoin, pour le Cyberlab, de matériaux rares qu'on pense trouver sur la planète. Cette dernière est couverte par les glaces : avec le canon à protons, le capitaine fait fondre une partie de la glace du sol, découvrant une porte. Les aventuriers pénètrent dans un souterrain qui débouche sur une grotte contenant des extraterrestres placés dans des capsules de biostase. Ces extraterrestres se « réveillent » alors et prennent le Capitaine Flam et ses compagnons pour « le Messager de l'équipe des Mille Hommes ». Ils sont déçus d'apprendre que tel n'est pas le cas. Le Messager et son équipe sont des savants qui devaient revenir avec une technologie permettant de faire fondre la glace entourant le sol de la planète. Dans l'attente de leur retour, les habitants de la planète ont été placés en hibernation. 
Les extraterrestres retournent dans leurs caissons de biostase tandis que le capitaine et ses compagnons retournent au Cyberlab. Le capitaine annonce à Sohl qu'à son avis, le Messager et son équipe sont devenus les « métallovores » rencontrés dans l'épisode précédent.
De retour sur la Planète Noire, le capitaine fait procéder aux réparations du Cyberlab. Puis, avec Sohl, Ohl, Tall, Irod et Beldel, ils repartent en direction du nuage stellaire. Le Cyberlab est pris à nouveau dans un terrible tourbillon. Sortant enfin du tourbillon, ils arrivent au centre du tourbillon (de même qu'il y a un œil au centre d'un cyclone). Le Cyberlab étant de nouveau détérioré, le Pr Simon propose de se poser sur une planète située à proximité (« la Planète verte »). Une fois posés, ils sont attaqués par des patrouilleurs spatiaux. Ils sont faits prisonniers et considérés comme des espions provenant de la « planète Surune ». 
On fait absorber à Mala un sérum de vérité qui l'oblige à révéler leur provenance et le but de leur mission.
Ils sont présentés devant le roi Lulstan. Pendant ce temps le Pr Simon déambule dans la prison et rencontre une mystérieuse jeune femme captive.

### «La Loi Ancestrale»
Dans la prison, le Pr Simon discute avec la jeune femme captive. Il lui explique les raisons de sa présence sur la Planète verte. La jeune femme est la princesse Siria, de la planète Surune, retenue en qualité d'otage. Les deux planètes sont en effet en opposition, et le roi Lulstan a proposé de restituer Siria en échange du Créateur Universel.
Pendant ce temps, Lulstan discute avec Flam et ses compagnons. Le roi propose un marché au Capitaine Flam : en échange d'un transfert de technologies (notamment la technologie du canon à protons), ils chercheront ensemble le Créateur Universel sur Surune et se partageront ses secrets. Le Capitaine Flam demande un délai pour en discuter avec ses compagnons.
De retour dans leur lieu de détention, une discussion a lieu et tous tombent d'accord : ils n'ont aucune confiance dans le roi Lulstan et comptent s'échapper pour se rendre sur Surune. Grâce à un stratagème de Mala, qui se métamorphose et manipule les gardiens, ils parviennent à s'échapper de la prison, à retrouver Siria et à sortir.  Néanmoins, durant leur évasion, Tall meurt d'un coup de rayon laser qui lui transperce le corps. Pendant ce temps le Pr Simon s'est rendu sur le Cyberlab, a détruit les vaisseaux de garde et peut ainsi récupérer Flam et ses compagnons. À cette occasion, un autre membre du groupe est tué : Sohl. À la fureur de Lulstan, le Cyberlab sème les vaisseaux de patrouille et se rend sur Surune.
Arrivés à destination, Flam et ses compagnons rencontrent le roi Koroc. Si ce dernier se montre heureux de revoir sa fille saine et sauve, il se montre inflexible : il est hors de question de remettre la technologie du Créateur Universel à des inconnus. En effet la « Loi Ancestrale » est formelle : nul ne doit accéder au Créateur Universel. Néanmoins, le Capitaine Flam lui révèle que la Planète verte dispose de nombreux vaisseaux puissants et qu'une attaque est imminente. En échange de la protection du Cyberlab, Koroc accepterait-il de révéler les secrets du Créateur Universel ? Bien que conscient du danger encouru, le roi Koroc refuse fermement.

### «L'Arme Absolue»
À la surprise générale, Lulstan vient d'ordonner une attaque massive de la planète Surune. Les défenses de cette planète sont rapidement débordées et la défaite apparaît inévitable. Même le vaisseau spatial du roi Koroc est attaqué et le roi est grièvement blessé.
Le Capitaine Flam ordonne à la princesse Siria de retourner au spatioport avec son père pour le faire soigner. Il reprend en main les forces suruniennes encore en état de combattre et organise la contre-attaque. Il met au point, dans la précipitation, un plan audacieux. Ce plan se révèle couronné de succès : les forces de Lulstan sont complètement défaites.
Alors qu'il reçoit la capitulation des forces ennemies, le capitaine apprend à sa grande surprise que le vaisseau amiral de Lulstan ne contient pas celui-ci. L'attaque était en réalité une gigantesque diversion : pendant que ses vaisseaux attaquaient la planète Surune, Lulstan se rendait en direction du lieu d'entrepôt du Créateur Universel.
Le Capitaine Flam ordonne qu'on rejoigne Lulstan le plus vite possible. Arrivés à proximité de l'endroit où se trouve le Créateur Universel, ils font face au Gardien. Il s'agit d'un énorme robot qui empêche d'accéder au Créateur Universel. Le capitaine n'hésite pas et ordonne de détruire le robot en détruisant son système général de commande.
Le Cyberlab se pose à côté du vaisseau de Lulstan. Ils suivent ses traces et constatent que les hommes de Lulstan ont été tués par ce dernier. Lulstan se trouve à côté du Créateur Universel. Il a fait produire d'immenses quantités de diamants et d'armes. Voyant approcher Flam et ses compagnons, il s'empare d'une arme et les vise. Mais Mala est plus rapide que lui, dégaine son pistolet à protons et le tue.
Le Capitaine Flam fait copier les plans du Créateur Universel. Il en remet une copie à Ohl, à Irod et à Beldel. Ces derniers vont pouvoir « sauver » leurs planètes respectives. Puis il retourne voir Koroc et lui remet aussi un exemplaire des plans : nul doute que Koroc en aura besoin pour reconstruire la planète. Le Capitaine Flam et ses compagnons quittent la planète Surune. Ils retournent sur la Planète noire et en éliminent les métallavores. Ils font cadeau aux extraterrestres placés en biostase d'une copie des plans pour leur permettre de redonner vie à leur planète. Enfin ils retournent sur Laguna et, grâce au Créateur Universel, reconstituent l'atmosphère détruite. Là aussi, la planète va pouvoir revivre.

## Remarque
Le « vol oscillatoire » sera de nouveau utilisé par le Capitaine Flam et ses compagnons dans d'autres épisodes, notamment La Caverne de vie.